# Lugnen, Småland
Lugnen är en sjö i Gislaveds kommun i Småland och ingår i Nissans huvudavrinningsområde.